# Sekidera Komachi
Sekidera Komachi (関寺小町, Komachi à Sekidera) est le titre d'une célèbre pièce du théâtre nô de la troisième catégorie (nô de femmes, kazura mono) écrite par Zeami Motokiyo. Son personnage central est une figure historique, la grand poétesse du IXe siècle Ono no Komachi, également célèbre pour sa beauté.

## Intrigue
La pièce met en scène Komachi à la fin de sa vie lorsque sa beauté a disparu et qu'elle vit dans une grande pauvreté. Le soir du septième jour du septième mois, pendant le festival des étoiles, l'abbé de Sekidera lui rend visite dans sa hutte, accompagné de deux prêtres et d'un enfant, afin qu'ils puissent l'entendre parler de poésie. Au cours de leur conversation, l'abbé se rend compte de son identité, ce qui l'étonne et le ravit. Il l'invite à venir avec eux à la fête mais elle refuse.
Pour elle, l'enfant exécute une partie de danse gagaku, la manzairaku. Inspirée, elle commence à danser et continue jusqu'à l'aube. À la lumière du jour levant, elle s'interroge sur le caractère éphémère de la vie et sa honte irrationnelle de ce qu'elle est devenue, sentiment que Zeami souligne tragiquement en installant l'action pendant le festival Tanabata qui célèbre deux jeunes amants.
Le temple de Sekidera existe toujours sous le nom de Chōan-ji et se trouve dans la ville d'Ōtsu de la préfecture de Shiga.